# Gene Haas
Eugene Francis Haas (Youngstown, Ohio; 12 de noviembre de 1952), más conocido como Gene Haas, es un empresario e ingeniero estadounidense. Actualmente es dueño de la empresa de control numérico Haas Automation y de los equipos de automovilismo Stewart-Haas Racing de NASCAR y Haas F1 Team de Fórmula 1. También posee la Gene Haas Foundation, que realiza donaciones a diferentes organizaciones regionales y nacionales.

## Polémicas

### Fraude fiscal
Haas tuvo una condena de 2 años de prisión en enero de 2008, debido a declaraciones falsas de impuestos, además se le ordenó pagar US$75 millones en restitución. Salió en libertad condicional tras cumplir 16 meses de la condena.